# Quadroni di San Carlo

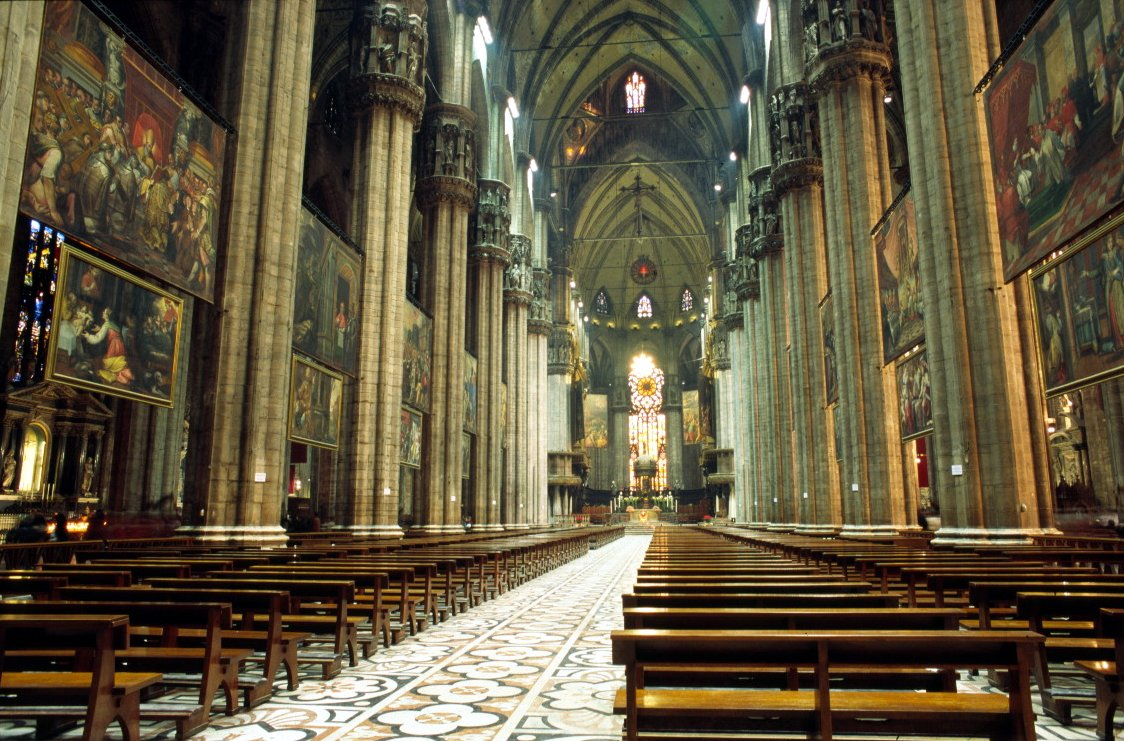
La cathédrale de Milan avec les exposés dans la nef.

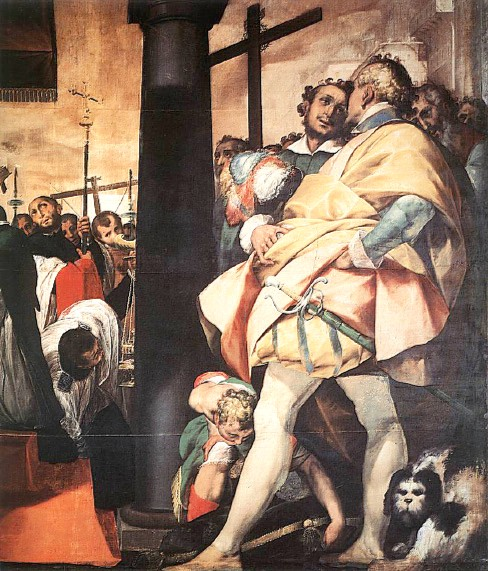
Détail de l'un des de la série de Giovanni Battista Crespi (1603).

Les Quadroni de San Carlo sont deux séries de tableaux de grandes dimensions, de 28 et 24 peintures respectivement, qui décrivent la vie et les miracles de Charles Borromée, premier saint de la Contre-Réforme, dans la nef de la Dôme de Millan.

## Historique
Premier cycle : Faits de la vie du bienheureux Charles
Le premier cycle a été commencé en 1602, 26 ans après la mort de Charles Borromée, et il est le plus important des deux. Il est connu sous le nom de I fatti della vita del beato Carlo (en français : « Les faits de la vie du bienheureux Charles »). Il se compose de 28 peintures décrivant sa vie, et plus particulièrement son mandat d'archevêque de Milan. Le travail sur ce cycle s'est poursuivi jusqu'à la fin du XVIIIe siècle. Les vingt premiers grands tableaux, tous peints à la détrempe sur toile, ont été réalisées par Giovanni Battista Crespi, dit Il Cerano (4), Giovanni Mauro della Rovere (3), Paolo Camillo Landriani (7), Giulio Cesare Procaccini (1), Carlo Buzzi (architecte) (it) (2), Domenico Pellegrini (1) et Il Morazzone. Elles mesurent environ 6 × 4,75 m.
Deuxième cycle : Les Miracles de saint Charles Borromée
La deuxième série se compose de 24 peintures relatant les actions et interventions miraculeuses de saint Charles Borromée. Ces peintures sont plus petites, mesurant approximativement 3,60 × 2,40 m.
Elles toutes ont été peintes entre décembre 1609 et le 1er novembre 1610, date à laquelle Charles Borromée est canonisé.
L'ensemble complet de ces peintures n'a été montré qu'après la canonisation de Charles, et pour la première fois, le 4 novembre 1610, dans la cathédrale de Milan. Depuis, ils sont montré chaque année au mois de novembre, période qui lui est dédiée, et plus particulièrement entre le 4 novembre 1999 et le 4 novembre 2000 à l'occasion des fêtes du jubilé.

## Emplacement et détail des tableaux

### À droite après les orgues
- Cesare Fiori (1660) : Nascita di San Carlo nella rocca di Arona

### Dans la nef à droite en entrant
- Baie 1 :
  - Giorgio Bonola (1690) : Devenu abbé, Charles Borromée fait don de ses biens aux pauvres.
  - Giorgio Bonola (1681) : Miracle de Marco Spagnolo.
- Baie 2 :
  - Filippo Abbiati (1670-80) : L'Entrée solennelle Charles Borromée à Milan
  - Carlo Buzzi (1610) : Le Miracle de sœur Candida Agudi
- Baie 3 :
  - Il Cerano (1602) : Distribution aux pauvres de l'argent gagné par la vente de la Principauté d'Oria
  - Il Cerano (1610) : Miracle d'Aurélie des Anges
- Baie 4 :
  - Paolo Camillo Landriani et Il Morazzone (1602) : Renonciation de Charles Borromée à tous ses titres et honneurs, faite par l'intermédiaire d'un envoyé, entre les mains du pape Grégoire XIII.
  - Paolo Camillo Landriani (1610) : Miracle de Anna Miskowiki Branika
- Baie 5 :
  - Fiammenghino (1602) : Saint Charles célèbre six conciles provinciaux et onze synodes diocésains.
  - Giulio Cesare Procaccini (1610) : Miracle de Marta de Vighi infirme des yeux.
- Baie 6 :
  - Carlo Buzzi (1604) : Charles Borromée crée les écoles de la doctrine chrétienne
  - Carlo Buzzi (1610) : Miracle de la sœur Angela Antonia de Seni
- Baie 7 :
  - Carlo Buzzi (1602) : Charles Borromée visite la vallée de la Mesolcina
  - Paolo Camillo Landriani (1610) : Miracle of Marina Ferraro
- Baie 8 :
  - Paolo Camillo Landriani (1604) : Charles Borromée rend visite aux malades
  - Il Cerano (1610) : Miracle de Giovanna Marone
- Baie 9 :
  - Paolo Camillo Landriani (1604) : Charles Borromée passe ses nuits à faire pénitence et à prier
  - Anonyme du XVIIe siècle : Miracle de la jambe gangrénée.

### Dans le transept à droite
- Carlo Carloni (milieu du XVIIIe siècle) : Saint Charles brûle, sans l'ouvrir, une lettre contenant les noms de ses ennemis..
- Giorgio Noyers (1610) : Miracle de Margherita Monti
- Fiammenghini (1602) : L'Attaque au tromblon
- Giulio Cesare Procaccini (1610) : Le paralytique Jérôme Baio est guéri sur le tombeau du saint.
- Cerano (1603) : Le Saint fonde les collèges des Jésuites, des Barnabites et des Théatins.
- Il Cerano (1610) : Restauration du frère capucin Sebastiano da Piacenza
- Fiammenghini (Giovan Battista et Gian Mauro, 1603) : Saint Charles visite le diocèse et la province ecclésiastique.
- Giulio Cesare Procaccini (1610) : Miracle de sœur Paola Giustina Casati.

- Baie 14 :
  - Domenico Pellegrini (1603) : Solennellement, Saint Charles transfère les reliques des saints
  - Giulio Cesare Procaccini (1610) : Miracle de Carlino Nava

### Sur le transept à gauche
- Baie 15 :
  - Fiammenghino (1602) : Pendant la peste, Saint Charles porte le Saint Clou en procession.
  - Giulio Cesare Procaccini (1610) : Miracle de l'enfant Giovanni Tirone
- Paolo Camillo Landriani (1602) : Saint Charles administre les sacrements aux victimes de la peste.
- Paolo Camillo Landriani (1610) : Miracle de Francesco Cuniolo qui guéri du « mal des pierres » en s'agenouillant huit matins sur la tombe du saint.
- Il Cerano (1602) : Le saint rend visite aux pestiférés.
- Il Cerano (1610) : Miracle de Margherita Vertua, souffrant d'une « infirmité désespérée », qui a été guérie après avoir été bénie par Saint Charles qui passait devant l'orfèvrerie de son mari sur la Via Orefici.

### Dans la nef à gauche
- Carlo Buzzi (1603) : Saint Charles Borromée fonde la congrégation des oblats
- Anonyme du seicento. Miracle de la jambe guérie par la « chaussette [cassette] de saint Charles ». Pas de détails de ce miracle ne sont connus
- Cerano (1603) : Le saint érige des croix dans la ville
- Cerano (1610) : Miracle de Béatrice Crespi guérie d'un cancer du sein. Par trois fois, son père l'envoie en pèlerinage sur la tombe de Saint-Charles. La troisième fois, il sent qu'elle reprend des forces.
- Anonyme du seicento tardif : Saint Charles crée l'orphelinat de l'Étoile.
- Alessandro Vaiani (1610) : Miracle de sœur Angelica Landriani.
- Paolo Camillo Landriani et Il Morazzone (1602) : En route vers Turin pour vénérer le Saint Suaire, Saint Charles rencontre les princes de Savoie.
- Paolo Camillo Landriani (1610) : Guérison d'Angela Paola Bottigella.
- Fiammenghini (1602) : Charles fait une retraite spirituelle sur la montagne de Varallo
- Giulio Cesare Procaccini (1610) : Miracle du maçon Domenico Brusadore. Alors qu'il se reposait à l'intérieur d'une église située à l'extérieur de la Porta Vercellina, Saint Charles lui est apparu et l'a incité à quitter l'édifice, qui s'est effondré quelques minutes plus tard.
- Paolo Camillo Landriani (1603) : Saint Charles fonde les monastères des Capucins, des vierges de Sainte-Ursule et des veuves de Sainte-Anne.
- Paolo Camillo Landriani (1610) : Miracle de Melchiorre Bariola
- Carlo Antonio Procaccini (1604) : Saint Charles mourant reçoit le viatique.
- Giorgio Noyers (1610) : Miracle de Giovan Giacomo Lomazzo
- Anonyme du seicento tardif : Les funérailles de saint Charles dans la cathédrale.
- Anonyme du seicento. Miracle de Virginio Casati. Atteint de longues et douloureuses coliques, il fait un vœu au saint qui lui apparaît en rêve alors qu'il prie devant le crucifix. Il se réveille guéri.
- Giacomo Parravicino (1694-95) : Assemblée populaire sur le tombeau de Saint-Charles dans la cathédrale.
- Giacomo Parravicino (fin du seicento) : Saint Charles, invoqué par le peintre Parravicino présent sur les lieux, sauve le jeune Carlantonio Pestalozza que son cheval précipitait dans un ravin.

### À droite après les orgues
- Andrea Lanzani : San Carlo en gloire[2] :